# Hedleya macleayi
Hedleya macleayi е вид коремоного от семейство Pupinidae. Видът е световно застрашен, със статут Уязвим.

## Разпространение
Разпространен е в Австралия.